# 伊斯凱萊區

伊斯凱萊區所在位置

伊斯凱萊區（土耳其語：İskele İlçesi）是北塞浦路斯土耳其共和國的6個地區之一。伊斯凱萊區總面積774平方公里，2021年人口共32,126人，下轄伊斯凱萊（首府）與梅赫梅特奇克兩個次區（Bucağı），區長為凱末爾·耶爾馬茲（Kemal Yılmaz）。